# Foreston (Minnesota)
Foreston es una ciudad ubicada en el condado de Mille Lacs en el estado estadounidense de Minnesota. En el Censo de 2010 tenía una población de 533 habitantes y una densidad poblacional de 143,71 personas por km².

## Geografía
Foreston se encuentra ubicada en las coordenadas 45°43′38″N 93°42′32″O / 45.72722, -93.70889. Según la Oficina del Censo de los Estados Unidos, Foreston tiene una superficie total de 3.71 km², de la cual 3.69 km² corresponden a tierra firme y (0.63%) 0.02 km² es agua.

## Demografía
Según el censo de 2010, había 533 personas residiendo en Foreston. La densidad de población era de 143,71 hab./km². De los 533 habitantes, Foreston estaba compuesto por el 96.25% blancos, el 0% eran afroamericanos, el 1.13% eran amerindios, el 0.75% eran asiáticos, el 0% eran isleños del Pacífico, el 0.19% eran de otras razas y el 1.69% pertenecían a dos o más razas. Del total de la población el 1.69% eran hispanos o latinos de cualquier raza.